# Tập đoàn quân 66 (Liên Xô)
Tập đoàn quân 66 là một đơn vị quân sự chiến lược cấp Tập đoàn quân của Hồng quân Liên Xô trong Chiến tranh thế giới thứ hai.

## Lịch sử
Tập đoàn quân 66 được thành lập vào tháng 8 năm 1942 từ Tập đoàn quân dự bị số 8, biên chế bao gồm:
- Sư đoàn súng trường 49
- Sư đoàn súng trường 64
- Sư đoàn súng trường 120
- Sư đoàn súng trường 231
- Sư đoàn súng trường 233
- Sư đoàn súng trường 316
- Lữ đoàn xe tăng 10
- Lữ đoàn xe tăng 69
- Lữ đoàn xe tăng 148
- Lữ đoàn xe tăng 246
- Trung đoàn súng cối cận vệ 86 và các đơn vị khác

Khi thành lập, Tập đoàn quân đứng trong đội hình Phương diện quân Stalingrad, đến ngày 30 tháng 9 năm 1942 thì trực thuộc Phương diện quân Sông Don. Tập đoàn quân 66 đã chiến đấu để đột phá đến sông Volga ở phía bắc Stalingrad trong tháng 9 và tháng 10 năm 1942. Trong Chiến dịch Uranus Liên Xô bao vây quân Đức ở Stalingrad, Tập đoàn quân 66 liên kết với Tập đoàn quân 62, tạo thành bao vây vòng trong.
Vào tháng 2 năm 1943, Tập đoàn quân tham gia Chiến dịch Cái Vòng.
Ngày 13 tháng 3 năm 1943, Tập đoàn quân được chuyển giao cho Phương diện quân Dự bị (từ ngày 15 tháng 4 chuyển giao cho Quân khu Thảo nguyên). Tháng 5 năm 1943, Tập đoàn quân được phong hiệu Tập đoàn quân cận vệ 5 vì các chiến công trong Trận Stalingrad.

## Danh sách tư lệnh
| Nhiệm kỳ             | Nhiệm kỳ             | Tư lệnh            | Nguồn |
| Ngày bắt đầu         | Ngày kết thúc        | Tư lệnh            | Nguồn |
| -------------------- | -------------------- | ------------------ | ----- |
| 5 tháng 8 năm 1942   | 15 tháng 8 năm 1942  | Vladimir Kurdyumov |       |
| 15 tháng 8 năm 1942  | 27 tháng 8 năm 1942  | Stepan Kalinin     |       |
| 27 tháng 8 năm 1942  | 14 tháng 10 năm 1942 | Rodion Malinovsky  |       |
| 14 tháng 10 năm 1942 | 16 tháng 4 năm 1943  | Aleksey Zhadov     |       |